# R. P. '80
R. P. '80  è un album di Rita Pavone, pubblicato nel 1979.

## Descrizione
Nel 1979 Rita Pavone è protagonista della seconda edizione del varietà della domenica sera della Rete 2 Che combinazione, coadiuvata da Gianni Cavina ed una giovane Barbara D'Urso, per la regia di Romolo Siena, concepito per invogliare gli italiani a pagare il canone della TV, attraverso un gioco per gli abbonati, che consisteva nel rivelare, nel corso della trasmissione, un numero che, se corrispondeva a quello del libretto di abbonamento, dava diritto ad un premio.
Per l'occasione viene pubblicato un LP dalla RCA Italiana, contenente oltre alle sigle del programma Mettiti con me e Prendimi, nove brani cantati in italiano, che portavano le firme di Leo Chiosso, Marcello De Martino, Roberto Righini, Sergio D'Ottavi, Pino Pellegrino, Bruno Grumeri e la stessa Pavone in veste di autrice.
Dall'album fu estratto il 45 giri con le due sigle del programma Prendimi/Mettiti con me, curiosamente invertite su disco rispetto all'utilizzo nel programma (Mettiti con me era la sigla iniziale e Prendimi quella finale).
L'album è stato pubblicato in un'unica edizione in vinile, con il numero di catalogo PL 31488, e non è mai stato ristampato in CD, download digitale o sulle piattaforme streaming.

## Formazione
- Rita Pavone – voce, cori
- Roberto Righini – chitarra acustica, cori, chitarra elettrica
- Maurizio Guarini – tastiera
- Luciano Ciccaglioni – chitarra classica, chitarra elettrica, mandolino
- Stefano Senesi – tastiera, pianoforte
- Dino Kappa – basso, cori, tastiera
- Derek Wilson – batteria, percussioni
- Adriano Giordanella – percussioni
- Antonio Marangolo – sax
- Fratelli Balestra – cori

## Tracce
1. Prendimi
2. Chi non cerca trova
3. Mettiti con me
4. Music is love
5. Amanda
6. Marilyn Monroe
7. Il Re
8. Fotoromanzo
9. Aiò - Diò (La Leggenda)